# کردستان بزرگ
کردستان بزرگ (بهبهان)، روستایی از توابع بخش مرکزی شهرستان بهبهان در استان خوزستان ایران است.

## جمعیت
این روستا در دهستان دودانگه قرار دارد و براساس سرشماری مرکز آمار ایران در سال ۱۳۸۵، جمعیت آن ۲٬۲۱۹ نفر (۳۹۹خانوار) بوده‌است.